# Bandera de Santa Margarida i els Monjos
La bandera oficial de Santa Margarida i els Monjos té la següent descripció:
Bandera apaïsada de proporcions dos d'alt per tres de llarg, color porpra, amb un terç inferior format per cinc faixes grogues i quatre vermelles, alternades les grogues i les vermelles; al centre del camper porpra un drac verd lampassat de vermell.
Va ser aprovada el 27 d'agost de 1990 i publicada en el DOGC el 19 de setembre del mateix any amb el número 1345.